# Happier (Ed Sheeran)
Happier è un singolo del cantautore britannico Ed Sheeran, pubblicato il 27 aprile 2018 come quinto estratto dal quinto album in studio ÷.

## Video musicale
Il video musicale è stato pubblicato in concomitanza con il lancio del singolo e mostra il cantante sotto forma di un pupazzo passeggiare per il Park Avenue, durante il quale incontra la propria ex ragazza (che appare nelle sembianze di un palloncino) divertirsi con un altro pupazzo.

## Tracce
Download digitale
1. Happier – 3:26

Download digitale – Acoustic
1. Happier (Acoustic) – 3:26

Download digitale – Tiësto's AFTR:HRS Remix
1. Happier (Tiësto's AFTR:HRS Remix) – 3:36

Download digitale – Cazzette Remix
1. Happier (Cazzette Remix) – 3:27

CD singolo (Europa)
1. Happier – 3:26
2. Happier (Acoustic) – 3:26

## Formazione
Musicisti
- Ed Sheeran – voce, chitarra, violoncello
- Jessie Ware – cori
- Benny Blanco – cori, programmazione, tastiera
- Eamon Murray – cori, bodhrán
- Niamh Dunne – cori, fiddle
- Liam Bradley – cori, pianoforte
- Damian McKee – cori, fisarmonica
- Sean Graham – cori, fisarmonica
- Thomas Bartlett – tastiera, pianoforte
- Phillip Peterson – arrangiamento strumenti ad arco, violoncello
- Victoria B Parker – violino
- Ryan Tedder – pianoforte
- Jonny McDaid – pianoforte
- Matthew Sheeran – arrangiamento strumenti ad arco
- Peter Gregson – direzione dell'orchestra
- Patrick Kiernan – primo violino
- Magnus Johnston – primo violino
- Matthew Denton – primo violino
- Marije Johnston – primo violino
- Jan Regulski – primo violino
- Martyn Jackson – primo violino
- Mandhira De Saram – primo violino
- Simon Hewitt Jones – primo violino
- James Dickeson – secondo violino
- Jeremy Morris – secondo violino
- Debbie Widdup – secondo violino
- Fenella Barton – secondo violino
- Alison Dods – secondo violino
- Kirsty Mangan – secondo violino
- Rachel Roberts – viola
- Meghan Cassidy – viola
- Kotono Sato – viola
- Laurie Anderson – viola
- Tim Lowe – violoncello
- Nick Cooper – violoncello
- Katherine Jenkinson – violoncello
- Leon Bosch – contrabbasso
- Ben Russell – contrabbasso
- Nick Cartledge – flauto traverso, ottavino
- Charys Green – clarinetto

Produzione
- Benny Blanco – produzione
- Chris Sclafani – ingegneria del suono
- Joel Rubel – ingegneria del suono
- Matt Jones – assistenza tecnica
- George Oulton – assistenza tecnica
- Mark "Spike" Stent – missaggio
- Geoff Swan – assistenza al missaggio
- Michael Freeman – assistenza al missaggio
- Stuart Hawkes – mastering

## Classifiche

### Classifiche settimanali
| Classifica (2017-18) | Posizione massima |
| -------------------- | ----------------- |
| Australia            | 16                |
| Austria              | 20                |
| Belgio (Fiandre)     | 12                |
| Belgio (Vallonia)    | 4                 |
| Canada               | 22                |
| Croazia              | 12                |
| Danimarca            | 11                |
| Filippine            | 19                |
| Francia              | 73                |
| Germania             | 16                |
| Irlanda              | 5                 |
| Italia               | 31                |
| Norvegia             | 22                |
| Nuova Zelanda        | 11                |
| Paesi Bassi          | 11                |
| Polonia              | 4                 |
| Portogallo           | 23                |
| Regno Unito          | 6                 |
| Repubblica Ceca      | 10                |
| Slovacchia           | 11                |
| Slovenia             | 8                 |
| Spagna               | 43                |
| Stati Uniti          | 59                |
| Svezia               | 9                 |
| Svizzera             | 22                |
| Ungheria             | 20                |

### Classifiche di fine anno
| Classifica (2017) | Posizione |
| ----------------- | --------- |
| Australia         | 99        |
| Danimarca         | 79        |
| Regno Unito       | 68        |
| Svezia            | 58        |
| Classifica (2018) | Posizione |
| Australia         | 75        |
| Belgio (Fiandre)  | 35        |
| Belgio (Vallonia) | 11        |
| Danimarca         | 73        |
| Slovenia          | 30        |
| Svezia            | 81        |
| Svizzera          | 98        |